# De Telepoort
De Telepoort is een kunstwerk in het zuidelijke stationsgebied van de Zuid-Hollandse stad Gouda. De installatie is ontworpen door het duo Joyce de Grauw (kunstenaar) en Paul van den Berg (architect) van Atelier ARI uit Rotterdam.
In 2020 werd gestart met het opknappen van het stationsgebied van Gouda. Bij een nieuw stationsplein hoort een nieuw kunstwerk, vond de gemeente Gouda. Na een oproep van de gemeente voor het inzenden van ontwerpen, kwamen er honderdachtentwintig reacties. Daarvan werden er drie geselecteerd. Een keuze daaruit werd gemaakt door een speciale kunstcommissie, het kindercollege en verschillende groepen bewoners en schoolklassen. Het ontwerp van De Telepoort kreeg de meeste voorkeurstemmen. Plaatsing en onthulling vonden plaats in 2023.

## Ontwerp
De Telepoort is een ontwerp dat tussen een openbare kunstinstallatie en architectuur in zit. Het is een hoge metalen geelgekleurde open constructie met acht portalen en vijf gewelven onder een schuin aflopend dak. De portalen verwijzen naar de portalen in de St. Janskerk en de gewelven zijn een verwijzing naar de Burgerhal in het Stadhuis. De gewelven zijn aan de binnenzijde bekleed met stukken spiegelglas. Deze spiegels geven bezoekers de gelegenheid elkaar op een bijzondere manier te kijken. De poort staat aan de centrumzijde van het treinstation en is zo opgesteld dat reizigers geleid worden van het station naar het centrum van de stad. Hij is bedoeld als nieuwe en zesde stadspoort van Gouda, de vijf eerdere stadspoorten werden in de 19e eeuw gesloopt.

## Afbeeldingen

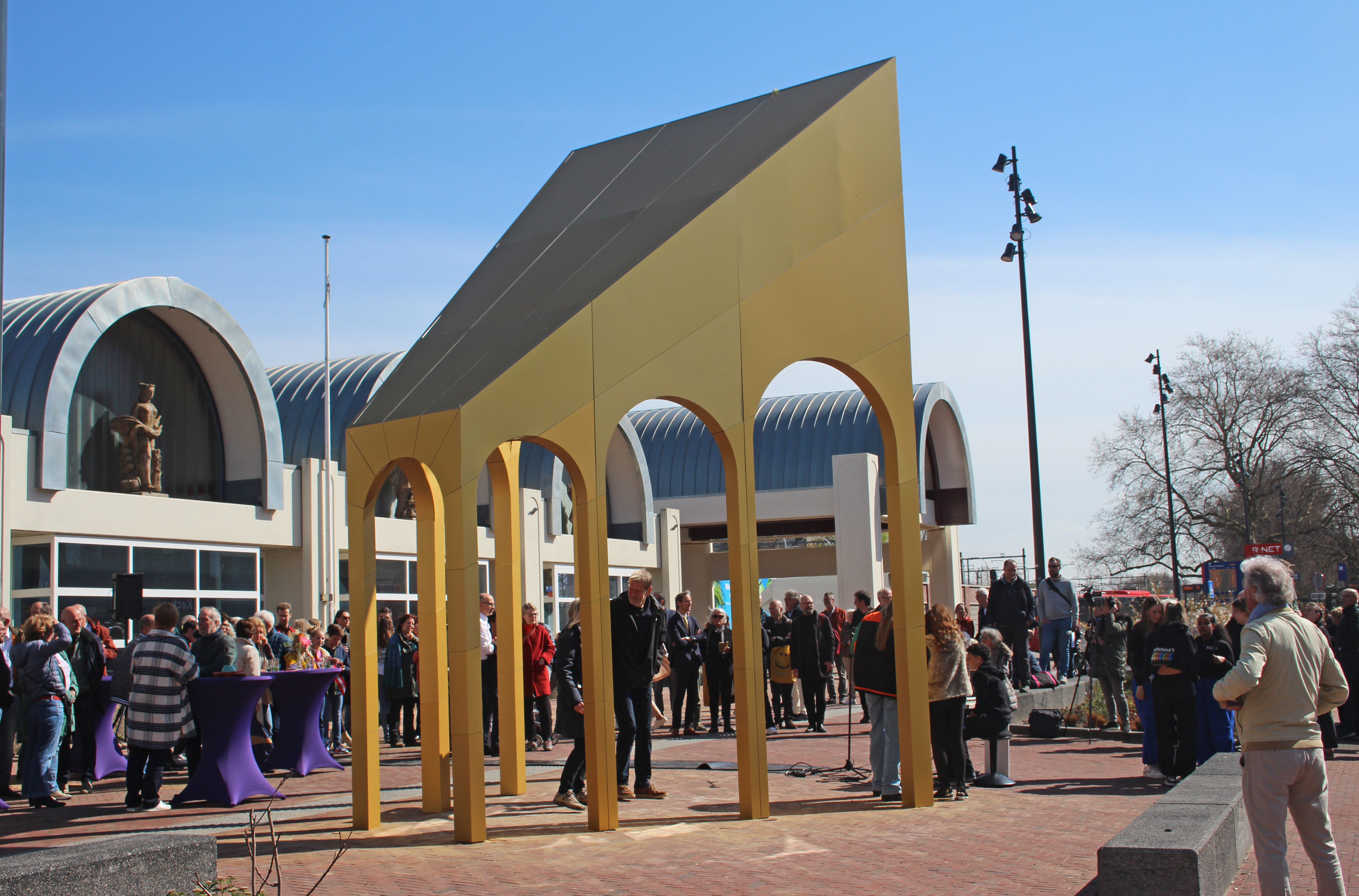
Zijaanzicht
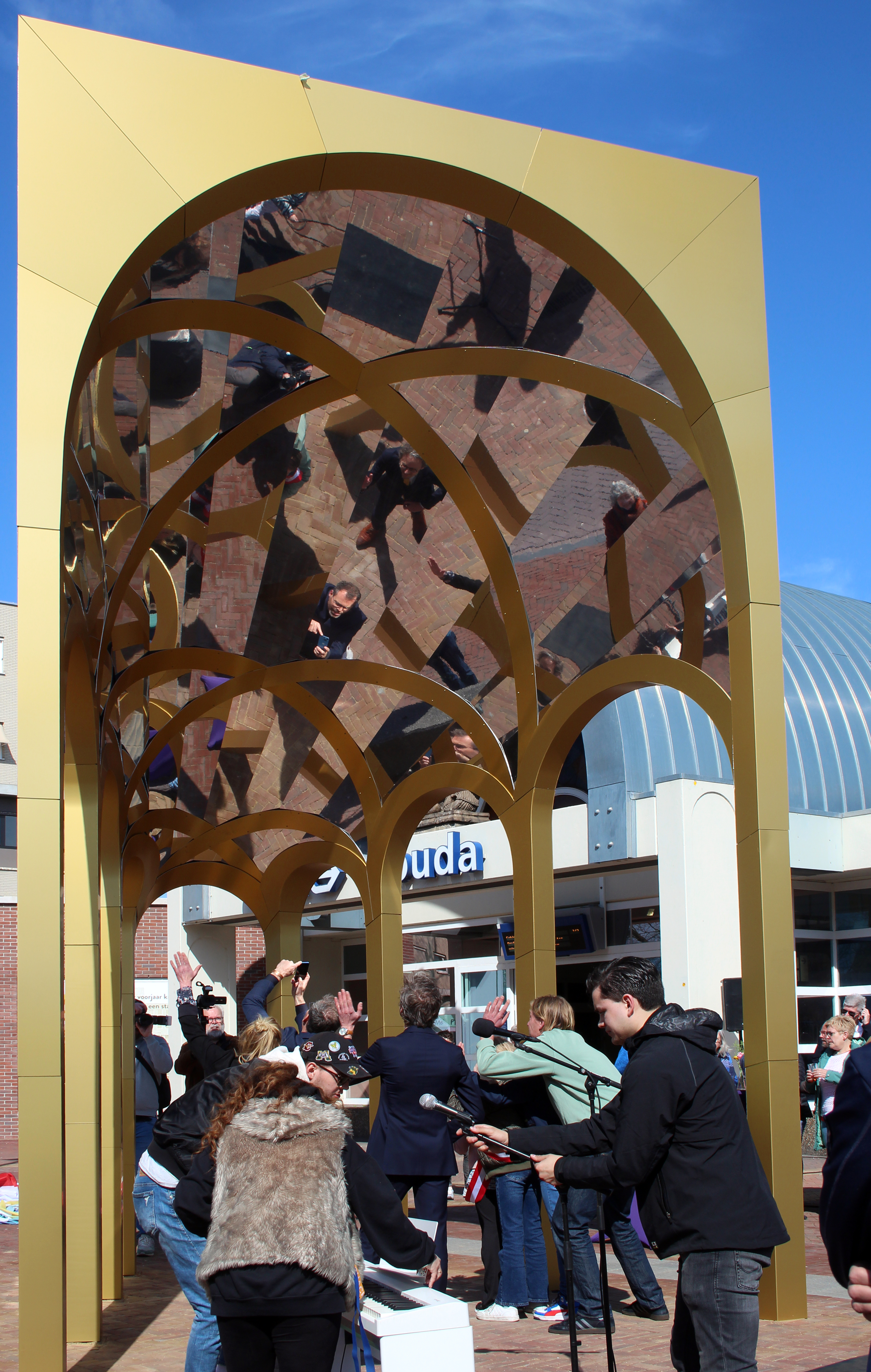
Gewelven met spiegels